# 86 Semele
86 Semele è un asteroide della fascia principale del diametro medio di circa 120,6 km. Scoperto nel 1866, presenta un'orbita caratterizzata da un semiasse maggiore pari a 3,1066849 au e da un'eccentricità di 0,2154838, inclinata di 4,82025° rispetto all'eclittica.
È composto probabilmente da carbonati.
L'asteroide è dedicato a Semele, nella mitologia greca madre di Dioniso e amante di Zeus.